# Jean-Michel Provençal
Jean-Michel Provençal est un médecin français né à Cagnes-sur-Mer le 3 juin 1781 et mort à Montpellier le 8 avril 1845.
Il fut professeur de zoologie à la faculté des sciences de Montpellier (25 juillet 1809), puis professeur d’anatomie à la Faculté de médecine de la même ville.
Il était correspondant d'Alexandre de Humboldt.